# روابط ایران و بولیوی
روابط ایران و بولیوی از سال ۲۰۰۷ آغاز شد. عمده دلیل شروع این دور از روابط را می‌توان روی کار آمدن اوو مورالس در سال ۲۰۰۶ به عنوان هشتمین رئیس‌جمهور بولیوی دانست؛ که تمایلات ضد امپریالیستی داشته و جهت‌گیری جدید در تاریخ سیاست خارجی بولیوی را نشان داده بود. همچنین پس از ملّی کردن صنعت نفت بولیوی و قطع ارتباط با آمریکا بود که لزوم برقراری ارتباط با کشوری فرامنطقه‌ای را احساس کرد و ایران همان حامی و مدافع بولیوی در مقابل آمریکا بود. از طرف دیگر در دوران ریاست جمهوری محمود احمدی‌نژاد روابط ایران با کشورهای اروپایی به سردی گرایید؛ اما در عوض روابط مستحکم‌تری با کشورهای آفریقایی و آمریکای جنوبی برقرار شد. ایالات متحده آمریکا برای انقطاع روابط دو کشور همواره مبادرت به فشارهای دیپلماتیک به بولیوی نموده است که کارساز نبوده. از عمده دلایل ایجاد و توسعه این روابط را می‌توان سرمایه‌گذاری ایران در صنعت و انرژی این قبیل کشورها دانست.
در دوران دولت نهم جمهوری اسلامی ایران و دهم چندین توافق‌نامه همکاری به امضا رسید که به موجب آنها ایران به سرمایه‌گذاری در بولیوی و اعطای چندین وام چند صد میلیون دلاری مبادرت ورزید. برخی از این قراردادها موجب مخالفت چند تن از نمایندگان مجلس شورای اسلامی نیز گشت.
پس از تیره شدن روابط بولیوی و ایالات متحده آمریکا به علت اختلافاتی پیش آمده در همکاری در صنعت نفت بولیوی، بولیوی ایران را جایگزین آمریکا در توسعه میدان‌ها نفتی این کشور قرار داد که در نهایت در پی توافقات بعمل آمده شرکت نفت ایران و بولیوی در آذر ۱۳۸۸تاسیس شد. همچنین ایران وامی به ارزش ۲۵۰ میلیون دلار به‌طور مشترک با ونزوئلا برای ساخت کارخانه سیمان به بولیوی ارائه کرد.
در خرداد ۱۳۹۰ سردار احمد وحیدی در جواب دعوت رسمی خانم سیسیلیا چاکان، وزیر دفاع دولت چند ملیتی بولیوی به آن کشور سفر کرد اما پس از اعتراض آرژانتین به این دلیل که احمد وحیدی متهم به دست داشتن در بمب‌گذاری آمیا بوده، از وی خواست که کشورش را ترک کند.
در تیر ۱۴۰۲ دو کشور توافق نامه ای را در زمینه گسترش همکاری ها در حوزه های امنیتی و دفاعی امضا کردند.
در فروردین ۱۳۹۶، وب‌سایت خانه ملت وابسته به مجلس ایران، در گزارشی نوشت که در دولت محمود احمدی‌نژاد کمک‌های «کلان» و «بدون حساب و کتاب» به برخی از کشورهای آمریکای لاتین از جمله بولیوی صورت گرفته است. یک نماینده مجلس در این باره گفت که اگر احمدی‌نژاد از کشوری یا مقامات آن «خوشش می‌آمد به آنها کمک مالی می کرد». این وب‌سایت به جزئیات کمک به بولیوی اشاره نکرد، ولی نوشت پرداخت‌های مالی به این کشورها در حالی صورت گرفته که برخی از آن‌ها «از نظر وزن سیاسی در عرصه بین‌المللی هیچ اهمیتی نداشتند».
در مردادماه ۱۴۰۳ وزیر امور خارجه بولیوی که به منظور شرکت در مراسم تحلیف چهاردهمین دوره ریاست جمهوری ایران به تهران سفر کرده بود با مسعود پزشکیان دیدار کرد.کمی بعد در ۳ آبان ۱۴۰۳ رئیس‌جمهور بولیوی با مسعود پزشکیان دیدار داشت.

## صادرات تراکتور
به دنبال تلاش های احمد سبحانی سفیر سابق ایران در ونزوئلا تعدادی تراکتور از کارخانه مشترک ایران و ونزوئلا به کشور بولیوی صادر شد. تعداد این تراکتورها بین ۷۰۰  تا ۹۰۰ دستگاه ذکر شده است.

## تعطیلی سفارت
در خرداد ۱۳۹۹، دولت بولیوی دستور داد که سفارتخانه‌هایش در ایران و نیکاراگوئه تعطیل شوند. دلیل این اقدام کاهش هزینه‌های مالی اعلام شد. جینین آنیز، رئیس‌جمهور بولیوی، گفت تعطیلی این سفارت‌خانه‌ها نشانه «هیچ سوءنیتی» نیست.

## همکاری در علوم و فن‌آوری فضایی
در شهریور ۱۳۹۵ در جریان سفر جواد ظریف به بولیوی با حضور وزیران خارجه دو کشور یادداشت تفاهم همکاری‌های در علوم و فن‌آوری فضایی میان دو کشور به امضا رسید.
در دی ماه ۱۴۰۳ هیاتی دولتی از کشور‌های بولیوی و ونزوئلا، متشکل از وزیر دفاع بولیوی و نماینده مجلس کشور ونزوئلا در نشستی مشترک با رئیس سازمان توسعه همکاری‌های علمی و فناورانه بین‌المللی، از خانه نوآوری و فناوری ایران بازدید کردند.

## همکاری های دفاعی
در تیر ۱۴۰۲ دو کشور توافق نامه ای را در زمینه گسترش همکاری ها در حوزه های امنیتی و دفاعی امضا کردند. در این دیدار وزیر دفاع از آمادگی ایران برای تامین نیازهای بولیوی در تامین تجهیزات دفاعی و فناوری های پیشرفته خبر داد.